# Rio de Vozes
Rio de Vozes é um filme documentário brasileiro de 2022, dirigido por Andrea Santana e Jean-Pierre Duret. O filme foi lançado no Brasil em 17 de fevereiro de 2022 pela Pandora Filmes. O filme é um homenagem ao Rio São Francisco e se dedica a contar histórias de pessoas que possuem o rio envolvido em suas vidas.
Rio de Vozes foi exibido em diversos festivais de cinema brasileiro, entre eles o 31° Cine Ceará e o Panorama de Cinema de Salvador Mater.

## Sinopse
O Rio São Francisco banha as terras semiáridas do Sertão brasileiro. Atualmente, o rio está enfraquecido pelo desmatamento de suas margens e pela super exploração da agricultura intensiva. A vida dos habitantes da vasta região abrangida por aquele grande rio está ameaçada.